# Porte Salutaris
La Porte Salutaris (latin : Porta Salutaris) est une des portes du mur servien, située entre la Porte Sanqualis et la Porte Quirinale.

## Localisation
La porte se situe sur le Quirinal, sur la collis Salutaris occupée aujourd'hui par le Palais du Quirinal, au bout de l'actuelle Via della Dataria. La voie passant par cette porte, le Vicus Salutaris, permet de relier le Champ de Mars au Quirinal.

## Description
Selon Festus, la porte doit son nom à sa proximité avec un temple dédié à Salus,. Il ne reste aucun vestige de cette porte.